# SBD Dauntless
Az SBD Dauntless amerikai haditengerészeti zuhanóbombázó a második világháború idején. Az SBD az US Navy legfontosabb zuhanóbombázója volt 1940 nyarától 1943 késő őszéig, amikor legtöbbjét felváltotta a Curtiss-Wright gyártotta SB2C Helldiver. A repülőgépet az Egyesült Államok hadserege is használta A–24 Banshee jelzéssel. Bár viszonylag lassú volt és kissé régimódinak számított már, amikor hadrendbe állították, de robusztus felépítésű és megbízható gép volt, több japán hajót süllyesztett el, mint bármelyik más repülőgép a második világháború folyamán.

## Tervezés és fejlesztés
Az SBD fejlesztése a Northrop BT–1 zuhanóbombázóból indult ki. A gép tervezését az Ed Heinemann vezette csoport végezte, akik az 1000 LE-s Wright Cyclone hajtóművet szánták a bombázónak. Az új gép gyártását az egy évvel korábban feladott megrendelés alapján 1940 végén kezdték el a US Navy számára SBD–1 típusjelzéssel, a tengerészgyalogság részére megnövelt üzemanyag kapacitással és eltérő fegyverzettel 1941 elején SBD–2 típusjelzéssel kezdték meg a gépek szállítását.
A következő változat, az SBD–3 1941 elején került a gyártósorra. Ezt megerősített páncélzattal, öntömítő benzintartályokkal és négy gépágyúval látták el. Az SBD–4 elektromos hálózatának feszültségét a korábbi 6 voltról 12 voltra emelték és néhány példányt SBD–4P jellel felderítő repülőgéppé alakították át.

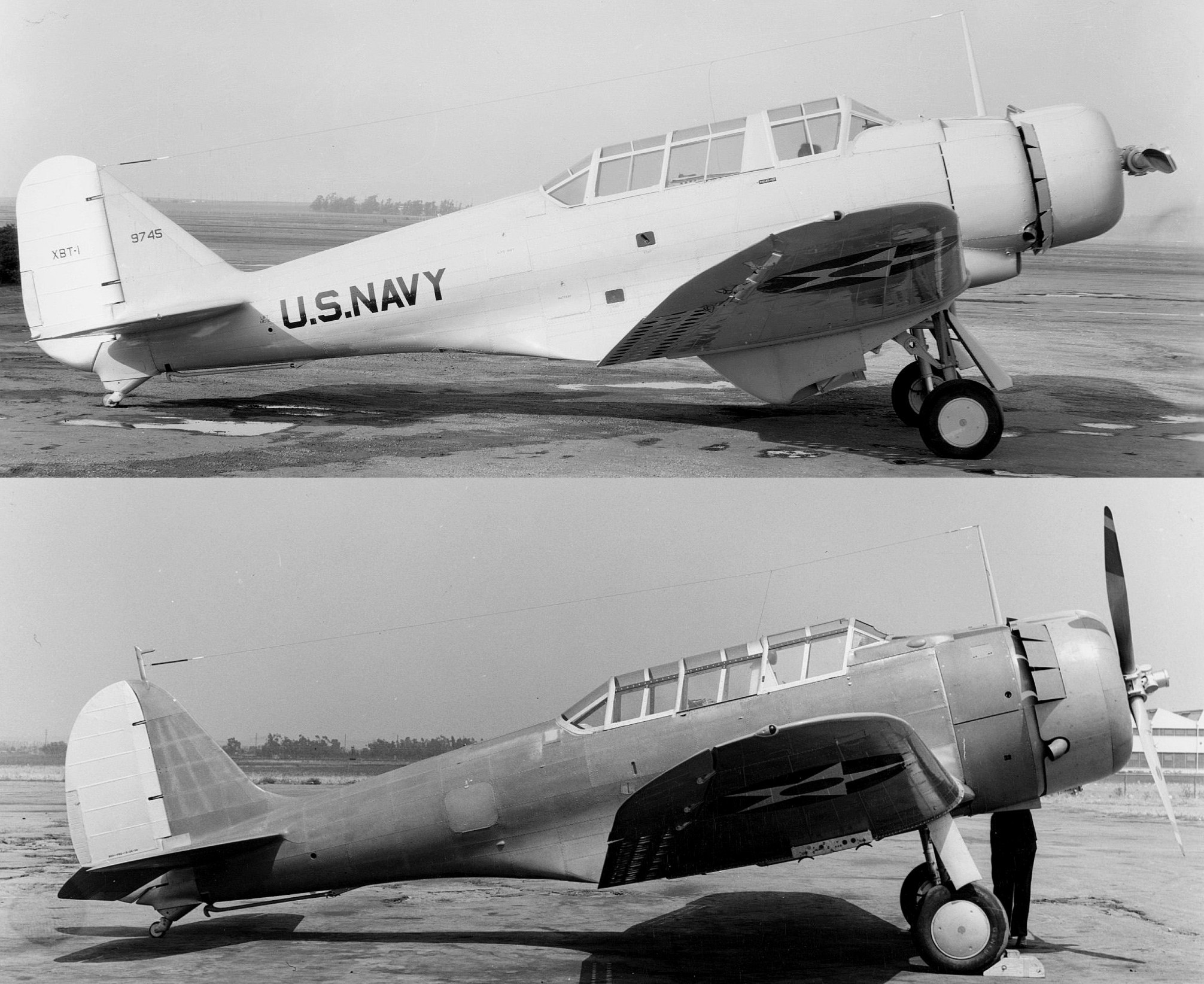
Az XBT–1 és XBT–2 (SBD) összehasonlítása

Az SBD–5 típusból készült a legtöbb, ezt kezdetben a Douglas tulsai telepén gyártották Oklahomában. Ezt a változatot már 1200 LE-s motor hajtotta és növelték a lőszer javadalmazást is. Összesen 2400 darabot gyártottak le, ezekből egy néhány darabot a Brit Királyi Haditengerészet is kapott vizsgálatokra. Az amerikai szolgálaton kívül ezekkel a gépekkel szerelték fel a Új-Zélandi Királyi Légierő egy századát is, ezeket azonban hamarosan F4U Corsairok váltották fel. A szabad francia erők a németek elleni harcokhoz is kaptak SBD-ket. Néhány példányt Mexikónak küldtek. Az utolsó verzió, az SBD–6típuson további fejlesztéseket hajtottak végre, de gyártását 1944 nyarán leállították.
A US Army szintén rendelt az SBD egy változatából, mely a hadseregnél az A–24 Banshee nevet kapta. Ezeken hiányzott a horog a gép farkáról és a farokkerék helyett pneumatikával működtetett csúszót kaptak. Ez a gép először az 1941 őszén rendezett louisianai hadgyakorlaton jelent meg. A hadsereg részére a Banshee három változata készült: az A–24, az A–24A és az A–24B. Ezeket a háború elején vetették be. Az összesen legyártott 5937 Dauntlessből a hadsereg 948 példányt kapott.

## Műszaki adatok (SBD–5)[3]
- Személyzet: 2 fő

### Méretek
- Hossz: 10,09 m
- Fesztáv: 12,66 m
- Magasság: 4,14 m
- Szárnyfelület: 30,19 m²

### Tömeg
- Üres tömeg: 2905 kg
- Teljes terhelés: 4245 kg
- Legnagyobb felszálló tömeg: 4853 kg

### Hajtómű
- Motor: Wright R–1820–60 csillagmotor 1 légcsavarral
- Teljesítmény 1200 LE (895 kW)

### Repülési teljesítményadatok
- Legnagyobb sebesség: 410 km/h 4265 m-en
- Utazósebesség: 298 km/h
- Hatótáv: 1795 km
- Csúcsmagasság: 7780 m
- Emelkedőképesség: 8,6 m/s

### Fegyverzet
- Géppuskák
  - 2 × 0,50 in (12,7 mm) M2 Browning géppuska mereven beépítve a motorburkolatba
  - 2 × 0,30 in (7,62 mm) mozgatható M1919 Browning géppuska
- bombák 1020 kg össztömegű bombaterhelés